# Cresta Run
Cresta Run eller bara Cresta är en vintersport som är en föregångare till skeleton. Cresta körs enbart kring den ort, ortsdelen Cresta i Celerina/Schlarigna i Schweiz, där sporten uppkom. I grunden det som i dag är skeleton genomförs Cresta på en naturisbana. Det första loppet kördes under vintern 1884-1885 av en grupp brittiska vinterturister under ledning av majoren W. H. Bulpetts. Än idag är engelska språket på banan och engelska namn på banans olika etapper. Banan är på 1 214 meter, och går mellan Sankt Moritz och Celerina.